# Babi kávézója
A Babi kávézója (eredeti cím: Butterbean's Café) 2018-ban indult amerikai–ír televíziós 3D-s számítógépes animációs fantasy sorozat, amelynek alkotói Jesus Adrian SLU és Angel Can SLU.
Amerikában 2018. november 12-én mutatta be a Nickelodeon. Magyarországon 2019. február 4-én a Nick Jr., 2019. augusztus 4-én a Nickelodeon mutatta be.

## Ismertető
Babi egy ifjú tündér, aki egy kávézót nyit a mesés Pöttömpatakban három barátja és testvére, Bűbáj segítségével. Minden epizódban újabb és újabb receptekkel rukkolnak elő. Sütnek, főznek, de isteni és csodás sütiket is készítenek.
Nem messze Babiéktól található Rebarbara, aki Babi riválisa és állandóan igyekszik keresztbe tenni nekik. Két majma van, Ripsz és Ropsz, kik folyton galibákat okoznak. Gazdájuk felhasználja őket kieszelt gonosz tervei kivitelezésére, amelyek természetesen állandóan balul sülnek el.

## Szereplők
| Szereplő                                                              | Eredeti hang         | Magyar hang      |
| Főszereplők                                                           | Főszereplők          | Főszereplők      |
| --------------------------------------------------------------------- | -------------------- | ---------------- |
| Babi (Butterbean)                                                     | Margaret Ying Drake  | Szücs Anna Viola |
| Bűbáj (Cricket)                                                       | Gabriella Pizzolo    | Hermann Lilla    |
| Pipacs (Poppy)                                                        | Kirrilee Berger      | Pekár Adrienn    |
| Ábránd (Dazzle)                                                       | Olivia Grace Manning | Mayer Szonja     |
| Jáspis (Jasper)                                                       | Koda Gursoy          | Sándor Barnabás  |
| Rebarbara (Ms. Marmalady)                                             | Alysia Reiner        | Hámori Eszter    |
| Ripsz (Spork)                                                         | Chris Phillips       | Pál Tamás        |
| Ropsz (Spatch)                                                        | Chris Phillips       | Szokol Péter     |
| Süti (Cookie)                                                         | Nahanni Mitchell     | Eredeti hang     |
| Marcipán (Marzipan)                                                   | Aidan Wojtak-Hissong | Eredeti hang     |
| Mellékszereplők                                                       |                      |                  |
| Bonnie                                                                | N/A                  | Gulás Fanni      |
| Denburrow                                                             | N/A                  | Fehér Péter      |
| Henry                                                                 | Aiden Medina         | Szirtes Marcell  |
| Mrs. Learnerbrook                                                     | Anna Vocino          | Tarr Judit       |
| Mr. Denburrow                                                         | N/A                  | Gardi Tamás      |
| Mr. Garbaggio                                                         | N/A                  | Albert Péter     |
| Mrs. Hopps                                                            | N/A                  | Gruber Zita      |
| Pepper                                                                | N/A                  | Czirják Csilla   |
| Squekawitz                                                            | N/A                  | Péter Richárd    |
| Dottie                                                                | Joanne Wilson        | N/A              |
| Martha                                                                | Kallan Holley        | N/A              |
| Rueben                                                                | Aiden Medina         | N/A              |
| Különleges szereplők (akiket ismert külföldi celebek szinkronizáltak) |                      |                  |
| Zane Grey                                                             | Jordan Fisher        | N/A              |
| Ms. Peartree/Szilvacukor jótündér (Sugar Plum Fairy)                  | Giada De Laurentiis  | N/A              |
| Madame President                                                      | Carla Hall           | N/A              |
| Queen Batilda                                                         | Maria Bamford        | N/A              |
| Chef Belle Legume                                                     | Padma Lakshmi        | N/A              |
| Charlotte                                                             | Rachael Ray          | N/A              |
| Principal Stoneybrook                                                 | Alton Brown          | N/A              |
| Oopsie Doodle                                                         | Wallace Shawn        | N/A              |

## Magyar változat munkatársai
- Magyar szöveg: Szép Veronika
- Dalszöveg: Weichinger Kálmán
- Ének: Andrádi Zsanett, Ágoston Katalin
- Hangmérnök: Weichinger Kálmán, Erdélyi Imre
- Vágó: Pilipár Éva, Erdélyi Imre
- Gyártásvezető: Derzsi Kovács Éva
- Zenei rendező: Weichinger Kálmán
- Szinkronrendező: Dezsőffy Rajz Katalin
- Produkciós vezető: Koleszár Emőke

## Évados áttekintés
| Évad | Évad | Szegmensek | Epizódok | Eredeti sugárzás   | Eredeti sugárzás   | Magyar sugárzás (Nick Jr.) | Magyar sugárzás (Nick Jr.) | Magyar sugárzás (Nickelodeon) | Magyar sugárzás (Nickelodeon) |
| Évad | Évad | Szegmensek | Epizódok | Évadpremier        | Évadfinálé         | Évadpremier                | Évadfinálé                 | Évadpremier                   | Évadfinálé                    |
| ---- | ---- | ---------- | -------- | ------------------ | ------------------ | -------------------------- | -------------------------- | ----------------------------- | ----------------------------- |
|      | 1    | 74         | 40       | 2018. november 12. | 2019. december 29. | 2019. február 4.           | 2020. július 11.           | 2019. augusztus 4.            | 2020. március 22.             |
|      | 2    | 37         | 20       | 2020. január 12.   | 2020. november 1.  | 2020. október 26.          | TBA                        | 2020. november 2.             | TBA                           |

## DVD-lemez
2020. január 14-én a Nickelodeon és a Paramount Home Entertainment kiadta a rajzfilm első DVD-jét Let's Get Cooking! néven.